# Ирад
Ирад (др.-евр. עִירָד‬) — библейский персонаж, упоминаемый в Книге Бытия Ветхого Завета, правнук Адама, внук Каина, сын Еноха, отец Мехиаеля, дед Мафусала, прадед Ламеха (Быт. 4:18). 

## Имя
Помимо написания Ирад встречаются написания:
- Гаидад[2];
- Гаеридад[3].

Исследователь Библии Александр Лопухин отмечает, что филологически имя Ирад означает «город», тем самым указывая на Ирада как на первого настоящего жителя города. Отсюда выходит, что строительство города начато Каином, продолжено Енохом, было относительно завершено при рождении Енохом сына, которого он в честь этого события и называет Ирадом.
В православном варианте Библии, которая основывается на греческой Септуагинте, Ирад  назван Гайдадом, в результате смешения в греческом переводе двух похожих по написанию букв.

## Ирад в мормонизме
В отличие от ортодоксальной Библии в мормонизме, в Книге Моисея, которая входит в Драгоценную жемчужину, имя Ирад упоминается дважды. Первое упоминание полностью совпадает с канонической версией. Второе упоминание рассказывает детали убийства, совершённого Ламехом, правнуком Ирада, которые отсутствуют в каноническом варианте Библии. Вспоминается, что Ламех убил Ирада за то, что он начал рассказывать детям Адама тайну, открытую Ламеху Сатаной.

## Ирад в документальной гипотезе
Из-за сходства списков потомков Каина и потомков Сифа сторонники документальной гипотезы считают, что это разные варианты одного списка. Потомков Каина относят к Яхвисту, а потомков Сифа — к Священническому кодексу. Таким образом, Ирада соотносят с Иаредом.

## Родословная
Мхитар Айриванкский, пропуская Мехиаеля, называет сыном Гаеридада сразу Мафусаила (Мафусала), отца Ламеха.